# Andrena gazella
Andrena gazella là một loài Hymenoptera trong họ Andrenidae. Loài này được Friese mô tả khoa học năm 1922.